# Tieatralnaja (przystanek kolejowy)
Tieatralnaja (ros. Театральная) – przystanek kolejowy przy osiedlach dacz, w rejonie ruzskim, w obwodzie moskiewskim, w Rosji. Położony jest na linii Moskwa – Mińsk – Brześć. Najbliższą miejscowością jest Suchariewo.